# Чакська війна
Ча́кська війна́ (ісп. Guerra del Chaco, гуар. Cháko Ñorairõ, 1932—1935) — війна між Болівією і Парагваєм за контроль над північним районом регіону Гран-Чако (або просто Чако) в Південній Америці, багато в чому через помилкове передбачення там великих запасів нафти.

## Передумови

### Опис регіону

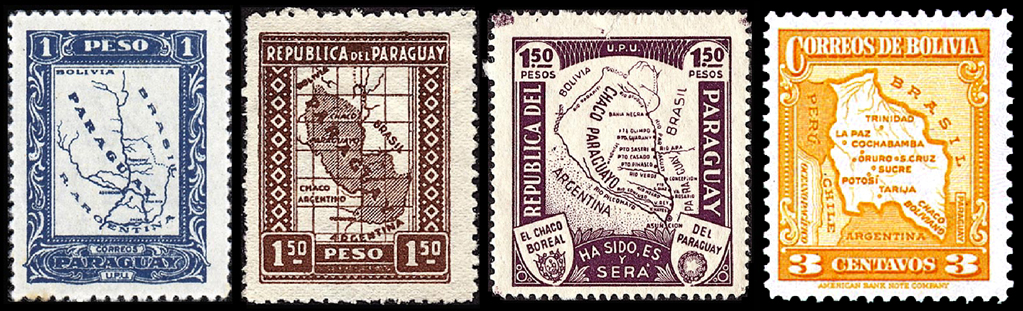
Поштові марки обох країн із зображенням претензій на Чако

Південноамериканський регіон Гран-Чако зазвичай поділяється на три частини: Північний Чако (Chaco Boreal), на північ від річки Пілкомайо, Центральний Чако (Chaco Central) між річками Пілкомайо і Бермехо і Південний Чако (Chaco Austral), ці райони мають деяку географічну та культурну цілість, хоча Південний та Центральний райони часто розглядаються як один район Чако-Гуаламба, а до Північного Чако іноді включають частини Пантаналу і Чикітанії. Спірний район між Болівією та Парагваєм належить винятково до Північного Чако.
Цей регіон має площу близько 455 тис. км² і станом на початок 1930-х років був переважно ненаселеним та недослідженим. Регіон межує з Аргентиною (з кордоном по річці Пілкомайо) на півдні та з головною родючою частиною Парагваю (кордон по річці Парагвай) на сході. На заході регіон обмежується південною частиною Центральних Анд, а на півночі — Болівійськими низовинами та бразильським Пантаналом. Регіон вкритий колючими чагарниками та невеликими деревами, такими як квебрахо, його потенціал для традиційного сільського господарства досить невеликий. Крім квебрахо, тут також вирощується гостролист парагвайський, джерело мате.
Клімат здебільшого дуже жаркий та посушливий, тут водяться багато отруйних змій та комах-переносників захворювань, таких як малярія. Джерел питної води в регіоні небагато, через це нечисленні озера регіону мали велике значення для виживання невеликого населення та для постачання солдат протягом війни. Узимку клімат сприятливіший для перебування людини, проте короткий період дощів приводить до того, що запилені дороги перетворюються на непрохідні болота. Це один з найменш сприятливих для життя людини районів світу та дуже несприятливий для ведення інтенсивних бойових дій, через що солдати обох країн змушені були пройти значні випробування.

### Суперечки щодо кордонів
Суперечки щодо того, кому належить Північний Чако, почалися перш за все через нечіткість адміністративних кордонів іспанських колоній та через відсутність у колоніальної адміністрації значного інтересу до цих земель і контролю над ними. Тому суперечки виникли майже одразу після проголошення незалежності Парагваю в 1811 році. Зокрема португальці майже одразу спробували поставити нову республіку під свій контроль. В результаті новий парагвайський уряд розпочав будівництво численних укріплень уздовж річки Парагвай з метою стримати проникнення «бандейрантів», бразильсько-португальських найманців, що полювали за ресурсами та рабами в регіоні. Зокрема у Північному Чако була заснована фортеця Фуерте-Борбон (зараз Фуерте-Олімпо), що стала одною з головних баз парагвайської армії, та форти Ітапасу і Сан-Ігнасіо-де-Самукос, що проіснували досить недовго.
Болівія також заявляла про свої права на регіон за принципом uti possidetis iure (право того, хто фактично займає територію) з 1810 року, а з проголошенням незалежності в 1825 році заявила про свої права на територію колишнього іспанського колоніального судового району Королівської аудієнсії Чаракас, що включала, серед інших територій, Північний Чако. Хоча пізніше Іспанія віднесла території до річки Парапеті і Яуру до юрисдикції Асунсьйону, кордони не були чітко прописані і надавали Болівії можливість заявляти свої права на регіон.
В результаті, цей конфлікт багато в чому сягає своїм корінням до іспанського колоніального поділу, аналогічно багатьом африканським конфліктам, що виникли через погано прописані кордони володінь європейських держав.

### Війна потрійного альянсу
До Парагвайської Війни 1864—1870 років Парагвай претендував на територію від річки Яуру та річки Ріо-Негро, що впадає у річку Парагвай біля міста Баїя-Негра (ці кордони були затверджені між Бразилією та віце-королівством Ріо-де-ла-Плата на початку 19 століття), до річки Бермехо.
Проте в ході війни Парагвай був розгромлений альянсом Бразилії, Аргентини та Уругваю і втратив значну частину території, на яку претендував. В результаті цієї війни становище Парагваю стало катастрофічним, він втратив близько 80 % свого чоловічого населення, а його економіка була практично знищена. Війна закінчилася в 1870 році, коли Парагвай і Аргентина розділили свої володіння по річці Пілкомайо в результаті рішення міжнародного арбітражу на користь Парагваю. Парагвай залишився незалежною країною багато в чому через бажання Бразилії та Аргентини — головних суперників в Південній Америці — мати буферну країну між ними. В результаті, права Парагваю на райони на північ від річки Бермехо були офіційно підтверджені рядом інших країн зокрема Аргентиною, Бразилією та США.

### Тихоокеанська війна
Також важливою причиною війни стала Тихоокеанська війна Болівії та Перу з Чилі (1879—1883 роки), за результатами якої Болівія втратила вихід до Тихого океану. Через втрату цієї території для Болівії стало життєво важливим отримати вихід до океану, а річка Парагвай, що протікає на сході Чако, є досить глибокою для навігації океанських суден. Через це Болівія намагалася отримати порт на цій річці, для чого треба було отримати контроль над частиною території Чако.

### Акрський конфлікт
За Петрополіським договором 1903 року, яким завершився конфлікт за територію Акрі між Болівією та Бразилією, Болівія передала Бразилії територію штату Акрі, малонаселену, хоча невелике населення і було переважно бразильським, в обмін на кілька мільйонів фунтів стерлінгів, частину Чикітанії (до того в складі штату Мату-Гросу), та будівництво залізниці Мадейра-Маморе, що стала додатковою зв'язуючою ланкою Болівії з навколишнім світом. Кордони між Бразилією та Болівією були встановлені по паралелі 18° 02' пд. ш. і меридіану 60° 05' зх. д., внаслідок чого Болівія втратила вихід до річки Ітенес (Гуапоре) та верхів'їв річки Парагвай. Проте фактично Бразилія визнала за Болівією кордони з територією Північного Чако.

### Переговори щодо поділу Північного Чако
Починаючи з останнього періоду 19 століття між Болівією та Парагваєм велися переговори щодо поділу території Північного Чако за посередництва сусідніх країн аби уникнути збройного конфлікту. Проте попри численні пропозиції розподілу Чако, ці переговори так і не привели до успіху. Болівія намагалася отримати території, які вона вважала своєю власністю, посилаючись на іспанський колоніальний поділ, що відносили Чако до віце-королівства Перу. Парагвай стверджував, що ці території належать йому через передачу цих районів до віце-королівства Ріо-де-ла-Плата в 16 столітті, з якого і утворився сам Парагвай.
Паралельно з переговорами, починаючи з 1905 року, Болівія почала надсилати до Чако військові загони, що будували невеликі фортеці на спірній території, зокрема на березі річки Пілкомайо та у верхів'ях річки Парагвай, намагаючись отримати контроль над головними джерелами питної води в Чако. Через те, що ґрунтові води Чако дуже бідні та часто солоні і забруднені іншими мінералами (наприклад, миш'яком), джерела доброї питної води були важливими для колонізації та контролю Чако.
Парагвайці відповіли на ці дії досить повільно, багато в чому через нестабільність ситуації всередині країни. Починаючи з 1904 року, в Парагваї відбувалися численні перевороти, революції та громадянські війни, а територіальне питання відійшло на другий план. Проте райони біля річки Парагвай були населені парагвайцями, а дослідження та заселення району проводилося парагвайцями протягом кількох десятків років. Також до Парагваю прибула група іммігрантів-менонітів, яких поселили на території Чако з метою колонізації цього району. Крім того, парагвайці заготовлювали дерево квебрахо, багате на танін, що використовувався для обробки шкіри, та навіть збудували залізницю до центральних районів Чако.
Переговори між Болівією та Парагваєм тривали багато років, зокрема Парагвай запропонував Болівії вихід до річки Парагвай, проте намагався утримати більшу частину Північного Чако. Болівія не погоджувалася з таким рішенням та вимагала суверенних прав на значно більшу частину регіону, пояснюючи це його важливістю для економіки країни. Для Парагваю утримання Північного Чако було питанням національної гідності через великі територіальні втрати протягом Війни Потрійного Альянсу. Втратити ще й Чако означало зменшення території Парагваю до менш ніж третини тих земель, на які він претендував після оголошення незалежності в 1811 році.
В результаті в 1920-ті роки Болівія і Парагвай, так і не зумівши досягти згоди, розпочали укріплення території, яку вони контролювали, у підготовці до війни.

### Нафта
Між 1927 і 1928 роками дослідники компанії Standard Oil Company of New Jersey (зі штаб-квартирою в Нью-Джерсі) відкрили поклади нафти у східному районі Чако, біля передгір'я Анд. Оскільки передбачалося, що запаси нафти можуть продовжуватися на схід, на парагвайських територіях почалися дослідження британсько-голландської компанії Royal Dutch Shell.
Крім того, знайдені запаси нафти збільшили важливість виходу до моря для Болівії, через те, що майже єдиною можливістю експорту нафти було її перевезення через аргентинські річки. Часто вважається, що це було головною причиною конфлікту: якби Болівія отримала (нехай непрямий) вихід до Атлантичного океану, контроль над експортом був би в руках Британії, США та їх союзників у Аргентині.
Припущення про те, що Чако має величезні запаси нафти розповсюдилися під час правління парагвайського президента Хосе Патрісіо Ґуджіарі, який розпочав активні переговори щодо статусу Чако. Проте 5 грудня 1928 року в стосунках між двома країнами розпочалася дипломатична криза, через що з обох боків розпочалося патрулювання регіону. Посередництво Ліги Нації не призвело до повного примирення.

### Становище перед війною
Перший збройний та дипломатичний конфлікт між Болівією та Парагваєм стався в 1928 році, коли парагвайська кавалерія захопила болівійський форт Вангуардія, при цьому було вбито шістьох солдатів, а сам форт зруйновано. Болівійці відповіли досить швидко, захопивши парагвайський форт Бокерон. Ліга Націй одразу втрутилася у конфлікт та добилася припинення вогню. За умовами перемир'я 16 вересня 1929 року парагвайці зобов'язалися відновити болівійський форт в обмін на залишення Бокерону болівійцями. В травні 1930 року обидві країни розпочали переговори про відновлення дипломатичних відносин, що було здійснено 1 травня того ж року.
В 1931 році в Болівії на президентську посаду був обраний Даніель Саламанка Урей, відомий своїми націоналістичними поглядами. Парагвайський президент Еусебіо Аяла, обраний в 1932 році, також був змушений погодитися з мілітаристською позицією армії.
Станом на 1930 рок населення Болівії становило 2 150 000 мешканців, в порівнянні з 880 000 мешканців Парагваю, а її економіка була помітно сильнішою, завдяки експорту срібла та олова, ВВП Болівії більш ніж втричі перевищував ВВП Парагваю, економіка якого базувалася на експорті продуктів тваринництва, пальмової олії та бавовни.
Починаючи з кінця 1931 року, обидві країни розпочали гонку озброєнь. Модернізація армії, розпочата обома країнами ще в 1920 роки, пішла набагато швидше, а Болівія забезпечила собі велику перевагу в розмірі арсеналів. Також активізувалося проникнення обох країн на територію Чако, де продовжували засновуватися невеликі форти, перш за все біля джерел питної води. Між новими поселенцями Чако все частіше ставалися прикордонні сутички.

## Підготовка до бойових дій
В 1922 році в Парагваї була проведена військова реформа, внаслідокі якої була створена постійна армія у 4000 чоловік та в разі потреби можна було швидко мобілізувати ще 20000 чоловік. Також у країні була переглянута система військової освіти, зокрема були створені дві військові академії.
Протягом останнього десятиліття перед війною Парагвай витратив значні кошти на озброєння своєї армії. Зокрема в Королівства Іспанія було закуплено 10 тисяч, а пізніше ще 7 тисяч гвинтівок Маузера. У Данії були закуплені легкі кулемети Мадсен, а у США — великокаліберні кулемети Браунінг M2. У Французької республіки було придбано вісім гірських 105 мм гаубиць Шнайдера моделі 1927 року і 24 гірських гармат калібру 75 мм. Останніми роками перед війною було закуплено 24 мортири Стоукс-Бренд калібру 81 мм, декілька кулеметів Мадсен та інше озброєння. Однією з найбільших покупок стало придбання в 1930 році у Королівства Італія двох канонерських човнів («Умаїта» і «Парагвай»), водотоннажністю 845 тонн кожний, для патрулювання річки Парагвай та перевезення військ. Кожний з човнів був озброєний двома головними 4,7" (120 мм) гарматами, трьома 3" (76 мм) і двома автоматичними 40 мм протиповітряними гарматами. Ці витрати були дуже важким тягарем для слабкої економіки країни, що знаходилася протягом 1920-х років майже в кризовому стані.
Більше населення та краще економічне становище дозволили Болівії закуповувати велику кількість сучасного озброєння. Зокрема в 1926 році був укладений контракт з компанією Vickers на поставку 36 тис. гвинтівок, 250 важких та 500 легких кулеметів, 196 одиниць артилерії та великої кількості амуніції. На початку Великої депресії у 1929 році контракт був розірваний, а на той час він був виконаний лише частково, як наслідокі станом на початок війни Болівія мала 39 тис. гвинтівок Маузер, 750 кулеметів, 64 одиниці сучасної артилерії і п'ять британських танків, чисельність її регулярних військ становила 6 тис. Великі військові витрати дозволили Болівії побудувати великий повітряний флот, який болівійські генерали називали «найкращими військово-повітряними силами Америки». Проте літаки швидко застарівали та виходили з ладу, а спроби вже під час війни доставити нові літаки не завжди були успішними. Так спроби завезти партію нових двомоторних бомбардувальників B-2 Condor зірвалися, коли ця партія була затримана в Перу через ембарго Ліги Націй.
Велику роль у підготовці до війни зіграли як іммігранти з європейських країн, багато з яких були ветеранами Першої світової війни, так і представники іноземних військових місій, що було особливо важливо в умовах дуже низького рівня військової освіти в обох країнах, особливо відсутності знань про сучасні види озброєнь та особливості ведення війни з їх використанням.
Обидві країни вітали імміграцію, і в обох осіла велика кількість іммігрантів, переважно з Європи. На території Парагваю осіла велика менонітська група з Канади, що була оселена на території Чако, також у Парагваї оселилися вихідці з Королівства Іспанія, Японської імперії, Кореї, Королівства Італія, Німеччини і СРСР. Найважливішою для військових дій групою були білогвардійські іммігранти з Російської імперії, в цій країні осіло близько 80 офіцерів, що мали добру військову підготовку та досвід бойових дій. Ці офіцери значно підвищили рівень освіти парагвайської армії та зробили неоцінний внесок у дослідження Чако і планування військових операцій війни. Зокрема, генерал Іван Тимофійович Беляєв, колишній полковник російської армії, здійснив 13 подорожей для дослідження Чако і керував військовою академією в Асунсьйоні, а протягом війни — генеральним штабом парагвайської армії. Через добрі стосунки Парагваю з Аргентиною, Чилі і Французькою республікою, ці країни також значно допомагали Парагваю в налагодженні військової освіти та знайомстві з новими типами озброєння. Зокрема з цією метою в 1926 році Французька республіка заснувала в Парагваї велику військову місію.
Іноземці також зіграли важливу роль і в налагодженні освіти та плануванні операцій болівійської армії. Тут оселилися вихідці з Німеччини, Королівства Італія, Королівства Іспанія, Японської імперії. За оцінками, в Болівії служило близько 120 німецьких офіцерів, зокрема генерал Ганс Кундт, що до війни командував генеральним штабом, плануючи військові дії у Чако, а протягом великої частини війни командував болівійською армією. Перед війною в Болівії також працювало кілька військових місій, найбільшою з яких була німецька, що допомагали навчанню та організації армії. Великими групами іноземців, що також воювали на боці Болівії, стали чехословацькі та чилійські найманці.

## Хід бойових дій

### Початок війни
В липні 1932 року загін болівійської армії захопив парагвайський передовий пост, форт Карлос-Антоніо-Лопес, розташований біля озера Лагуна-Пітіантута (на парагвайських мапах) або Лагуна-Чукісака (на болівійських). Того ж місяця парагвайські війська відбили форт в ході невеликої битви, після чого 27-28 липня болівійські війська розпочали наступ на прикордонні парагвайські укріплення Корралес, Толедо і Бокерон, які зайняли майже без бою в результаті втечі парагвайців. Після захоплення Бокерону прикордонні сутички майже одразу переросли у повномасштабну війну. Формально війна була проголошена значно пізніше, 10 травня 1933 року.
Протягом перших тижнів війни болівійська армія далеко просунулася углиб парагвайської частини Чако, практично без контакту з супротивником, який залишив малонаселені території. Під тиском центрального болівійського уряду, болівійська армія (командування якою невдовзі після початку бойових дій прийняв генерал Кундт) зайняла звільнену територію без належної логістичної підтримки, тоді як парагвайський командувач полковник (пізніше генерал і маршал) Естіґаррібія вирішив захищати укріпленіші території.
Інтенсивні бої у Чако розпочалися в середині серпня. Чотири тисячі болівійських солдатів у складі Першого корпусу наступали на південному сході Чако, дві тисячі, поділені на дві дивізії, на північному сході. Станом на липень було призвано ще 6 тисяч солдатів, що рухалися до Чако з Центральної Болівії.
Протягом серпня парагвайці сформували корпус чисельністю 8 тис. чоловік біля містечка Ісла-Пой під командуванням генерала Естіґаррібії. Ще півтори тисячі солдатів окопалися у форті Нанава, на південному сході Чако, третя частина, з 3 тисяч солдатів та восьми гармат мобільної артилерії, розмістилися у верхів'ях річки Парагвай, ще 3 тисячі солдатів вирушили з Асунсьйону. В липні головною базою парагвайців стало місто Ісла-Пой, тут був створений аеродром, де розташовувався майже весь невеликий парагвайський повітряний флот.

### Стратегічні позиції

Мапа району бойових дій

На початку війни болівійці значно заглибилися на територію ворога, захопивши велику ненаселену територію, яку були змушені захищати від парагвайських військ. Болівійська стратегія планувалася перш за все генералом Кундтом за кілька років до початку війни, болівійці розраховували на легке проникнення до річки Парагвай. Проте, велика віддаленість театру бойових дій від центральних районів Болівії стала значною проблемою. Болівійські війська, що мобілізувалися в Центральній Болівії, транспортувалися залізницею до головної болівійської бази, міста Вілья-Монтес, у болівійських низовинах. З Вілья-Монтес солдати повинні були марширувати до лінії фронту від 322 до 483 км через запилену та спекотну територію Чако.
Спека та нестача фуражу і води в Чако привела до того, що не можна було використовувати коней, через що кавалерійські частини обох країн були майже повністю розформовані ще на початку війни. Головним засобом транспорту в Чако стали вантажівки, яких бракувало в обох арміях. Через це вантажівки використовувалися суто для перевезення продовольства та боєприпасів, а солдати були змушені рухатися пішки, і болівійцям треба було кілька тижнів, щоби перетнути Чако та досягти лінії фронту, куди солдати прибували вже повністю виснаженими.
Парагвайці, які формували військові частини в Асунсьйоні та інших містах Центрального Парагваю, мали можливість прибувати до бази у Пуерто-Касадо човнами по річці Парагвай. Звідти по вузькоколійній залізниці вони їхали до міста Ісла-Пой на території Чако, від якого до лінії фронту залишалося лише близько 29 км (під час найбільшого просунення болівійських військ), як наслідок війська прибували значно свіжішими, ніж болівійські, а постачання продовольства та боєприпасів не було настільки складним. Отже, протягом більшої частини війни логістика була набагато краще забезпечена у парагвайців, що великою мірою компенсувало серйозну перевагу Болівії в людських ресурсах та озброєнні. Також слід відзначити, що з початку війни важливу роль у забезпеченні перевезень та комунікацій болівійських військ відігравав повітряний транспорт. З іншого боку, Парагвай значно покладався на місцеве індіанське населення, переважно гуаранімовне, яке часто допомагало парагвайським військам провідниками та розвідкою. За це індіанцям було обіцяне добре життя в столиці, що виявилося обманом, бо багато індіанців були поселені у її найбідніших околицях.

### Головні битви
Конфлікт характеризувався дуже кривавими битвами, які можна порівняти з битвами Першої світової війни, зокрема такими були Битва за Бокерон, при Аліуаті, при Кампо-Хордані, при Кампо-Гранде, при Кампо-Віа, при Нанаві, при Каньяді, при Ель-Кармені, на 7 кілометрі, при Пікуїбі, при Карандаїті, при Вілья-Монтес та менші сутички, що привели до загибелі молодого покоління парагвайців та болівійців. Проте люди гинули не лише в битвах — багато солдатів загинуло від недостатнього медичного обслуговання, голоду і малярії.
Серед найбільших і найвідоміших битв була битва за Бокерон, у якій жменька болівійських солдат під командуванням підполковника Мануеля Марсани протягом довгого часу захищалася проти атак парагвайської армії під командуванням полковника Естіґаррібії, і битва при Кампо-Вільї, у якій парагвайцям вдалося захопити близько 8 тисяч полонених та багато озброєння.

#### Битва за Бокерон
На початку січня полковник Естіґаррібія сконцентрував під своїм командуванням Перший корпус парагвайської армії та розпочав наступ з метою відбити форт Бокерон, який захищали кілька сотень болівійських солдатів. У битві брали активну участь повітряні сили обох країн, з метою розвідки та бомбардування позицій супротивника. Перевага в повітрі, проте, належала Болівії, що мала набагато більше літаків.
8 вересня два болівійських літаки «Vespa» засікли наближення Другого полку парагвайської піхоти та розбомбили колону, спричинивши значні втрати особового складу. Багато парагвайських солдатів до того ніколи не бачили літаків, тому ця атака викликала паніку в лавах парагвайської армії і офіцерам довелося докласти багато зусиль для відновлення порядку.
Попри цю затримку, наступ парагвайців продовжився, і вже 9 вересня вони атакували форт. Оскільки перша атака виявилася безрезультатною, парагвайці узяли форт в облогу. Вранці 9 вересня колона вантажівок 14 полку парагвайських військ потрапила у засідку та була розгромлена болівійськими силами під командуванням підполковника Росендо Вільї, якому також вдалося розгромити батарею парагвайської артилерії.
Парагвайська артилерія загалом стала однією з головних цілей болівійської авіації, проте часто знайти та знищити батареї було складно через вміле маскування та укріплення в окопах. Перший напад болівійської авіації 8 вересня навчив парагвайців важливості цього виду озброєнь, і вони швидко пристосувалися до нових умов ведення війни. Зокрема, вони навчилися ефективно використовувати зарості чагарників для маскування, що часто дозволяло їм виходити у фланги болівійської армії непоміченими. Дороги зазвичай прокладалися під деревами, уникаючи прямого шляху. Також парагвайці навчилися створювати камуфляж з переплетених гілок дерев над дорогами, що робило рух ними непомітним з повітря.
Під Бокероном болівійці використали всі наявні сили авіації як для бомбардування парагвайських позицій, так і для постачання боєприпасів, їжі та медикаментів обложеним військам. Парагвайці активно використовували артилерію та протиповітряні засоби, що змусило болівійців літати на великих висотах, знижуючи ефективність авіації. Бомбометання та скидання припасів з великої висоти не були достатньо точними, через що багато припасів, призначених болівійцям, діставалися парагвайцям. Проте, під час цієї битви, болівійське командування не знало про проблеми постачання обложеного форту та планувало наступ з метою розриву облоги. 17 вересня воно надіслало наказ голодним захисникам форту протриматися ще 10 днів до контратаки, а коли, попри надзвичайну мужність захисників, форт впав через два дні, це стало справжнім шоком для болівійського командування.
Битва за Бокерон стала відомим прикладом героїзму, коли жменька болівійців, страждаючих від спраги і голоду, протягом довгого часу захищалися проти значно переважаючих сил парагвайців, її часто порівнюють з Фермопільською битвою. Внаслідок битви, в якій 14-18 тис. парагвайців атакували форт з 619 захисниками, парагвайці втратили близько 7 тис. солдатів.

#### Переозброєння та Нанавська кампанія
Після битви за Бокерон обидві сторони витратили деякий час на відпочинок та реорганізацію з врахуванням зроблених помилок. Болівійці, вражені поразкою, відправили листа Гансу Кундту з проханням прийняти командування армією. Вони сподівалися, що цей популярний в Болівії військовий зможе переорганізувати армію та швидко розіб'є парагвайців. Авіація обох країн вимагала ремонту, обидві країни мали наміри придбати нові літаки через великі втрати, перш за все через посадку на ґрунт тимчасових аеродромів Чако.
Болівійці замовили 20 нових розвідувальних літаків-біпланів та легких бомбардувальників Curtiss-Wright C14R «Osprey» у США, перший з цих літаків прибув в січні 1933 року. Літаки «Osprey» мали по два кулемети калібру 0,30 дюйма, спереду і позаду, та були здатні транспортувати до 260 фунтів бомб різного типу. Ці літаки були обрані за свою швидкість у 163 миль/год. Це були одні з найсучасніших військових літаків того часу, а болівійці використовували їх до кінця війни — вони стали основою болівійської авіації.
Крім того, болівійцями були замовлені різноманітні моделі літаків Curtiss-Wright, зокрема «Hawk» II моделі 35A і «Sea Hawk» моделі 65A. 1932 року було отримано чотири літаки, ще два в 1933 році і три в 1934. Ці одномісні літаки були одними з найкращих військових літаків свого часу та були озброєні двома передніми кулеметами і могли підіймати до 220 фунтів бомб. Ці літаки також стали одними з основних у болівійській авіації. Крім того, в Німеччині були придбані три транспортних літаки Юнкерс Ю-52. Ці літаки були пристосовані до жорстких умов Чако та були здатні перевозити вантажі то трьох тонн. Перший з цих літаків був отриманий в жовтні 1932 року, два останніх — протягом 1933 року. Вони стали одним з головних елементів транспортної інфраструктури.
У цей період Парагвай провів повну мобілізацію. Парагвайці також закупили нові легкі бомбардувальники Potez 25, що проявили себе як одні з найпридатніших до умов Чако. До 1933 року надійшло 25 цих літаків. Нові машини були потрібні на заміну бойовим літакам Wibault: Парагвай мав 7 літаків цього типу на початок війни, з яких два були знищені на перших її етапах. Головною проблемою цих літаків була нестабільність моторів Лорен-Дітріх (Lorraine-Diedrich) з повітряним охолодженням, що не були пристосовані до умов Чако. Тому на заміну цим машинам в Італії були придбані п'ять бойових літаків Fiat CR 20bis. Ці літаки приблизно дорівнювали за основними характеристиками літакам Curtiss «Hawk» болівійської армії.
Після переозброєння та поповнення військ, в листопаді болівійці зуміли зупинити парагвайський наступ на південь від 7 кілометру (від Сааведри). Генерал Кундт прибув і прийняв командування в грудні та одразу провів серію атак на парагвайські позиції. 12 — 13 грудня 1932 року Восьма дивізія болівійської армії наблизилася до парагвайських позицій, після чого сталася контратака з використанням семи бомбардувальників. Також протягом цього часу болівійці здійснили серію фронтальних атак на парагвайські укріплення біля міста Нанава (так звана Нанавська битва), під час яких зазнали значних втрат, але мета наступу так і не була досягнута.
Парагвайська лінія оборони форту була добре спланована ще до війни під керівництвом генерала Беляєва та групи білогвардійських офіцерів, тут були створенні відносно міцні укріплення, добре замасковані вогневі точки та удавані «батареї» для відвернення уваги авіації ворога. Хоча болівійці широко використовували авіацію та мали перевагу в артилерії, методи фронтальної атаки, які застосовував генерал Гундт, були набагато менш ефективними, ніж подібні атаки, що проводилися ним протягом Першої світової війни.
Попри відбиття всіх болівійських атак, протягом цієї кампанії парагвайці дуже страждали від нестачі боєприпасів, бо через сильні дощі дороги стали практично непрохідними і постачання майже повністю припинилося. Естіґаррібія мобілізував для постачання припасів всі наявні літаки, як транспортні, так і бомбардувальники, які були змушені приземлялися на нерівному майданчику біля Нанави або скидати вантажі з повітря. Однак такі надзвичайні заходи дозволили парагвайцям утримати свої позиції.
У лютому Кундт розпочав нову серію атак на парагвайські позиції біля Толедо. Ці позиції також зазнали бомбардування з боку болівійської авіації і обстрілу болівійських кулеметів, проте і цей наступ завершився безрезультатно, а болівійці зазнали величезних втрат.

#### Наступ Кундта— Нанава II

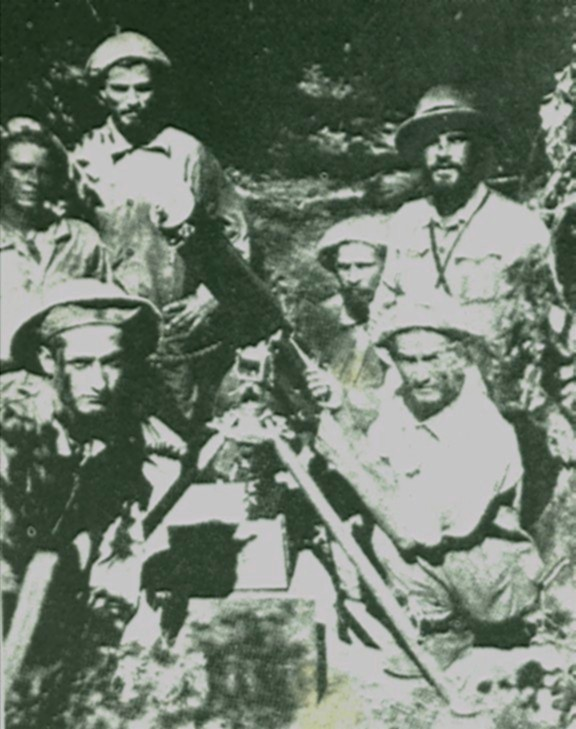
Парагвайці, що використовують важкий кулемет

В липні 1933 року генерал Кундт об'єднав велику частину болівійської армії та розпочав новий фронтальний наступ на парагвайські позиції біля Нанави. Користуючись значною перевагою в авіації і артилерії та використовуючи кілька танків Vickers, Кундт сподівався на швидке здобуття парагвайських укріплень.
Авіації було доручено знищити парагвайську артилерію, проте це не вдалося через ефективне маскування артилерійських позицій у густих заростях. В результаті болівійський наступ був відбитий, втрати болівійської армії склали біля двох тисяч солдатів, в порівнянні з 149 загиблими та 400 пораненими парагвайцями. Через великі втрати під час наступів Болівії Нанава була прозвана «Верденом Чако».

#### Кампо-Вія
В жовтні та листопаді 1933 року парагвайські повітряні патрулі виявили важливі дірки в болівійських укріпленнях біля Кампо-Вія. Естіґаррібія швидко та таємно від болівійців сконцентрував війська, і 3 грудня здійснив маневр, внаслідок якого були оточені Четверта і Дев'ята болівійські дивізії.
Парагвайська атака стала несподіванкою для болівійців, болівійська оборона була недостатньо організована, а генерал Кундт не встиг своєчасно відповісти на парагвайський наступ. Хоча болівійська авіація виявила пересування парагвайських військ біля фортеці, генерал Кундт вважав ці повідомлення помилковими і не розраховував на атаку парагвайської армії на цьому фронті.
10 грудня болівійці тим не менш провели контратаку для визволення оточених військ, проте наступ та повітряна допомога не були належним чином організовані і більшість бомб з болівійських бомбардувальників не досягли цілі. Як наслідок, вже 11 грудня болівійські дивізії відступили.
Ця парагвайська атака виявилася катастрофою для болівійських військ, внаслідокі неї загинуло понад 2600 солдатів та близько 7500 потрапили в полон. Одним ударом болівійська армія була дезорганізована, а понад 1500 солдат дезертували з поля бою. Як наслідок,, генерал Кундт був відсторонений від командування болівійською армією, а його місце зайняв полковник Пеньяранда, якого підвищили до генерала.
Болівійська армія почала спішно відступати зі своїх позицій в Чако, а парагвайцям вдалося захопити близько 8000 гвинтівок, 536 кулеметів, 25 мортир, 20 одиниць іншої артилерії та велику кількість амуніції. Для такої маленької та бідної країни, як Парагвай, це була величезна перемога, яка дозволила Естіґаррібії розпочати загальний наступ.

#### Битви Пікуїба і Ель-Кармен
Через те, що парагвайцям треба було будувати нові лінії постачання, просування їхніх військ затримувалося, тож болівійцям вдалося організувати лінію оборони біля Бальївіану, в центральній частині Чако. В травні 1934 року полковник Бернардіно Більбао Ріоха, що прийняв командування Другою дивізією після відставки підполковника Хорхе Хордана, створив засідку біля міста Каньяда-Стронгест, в центральній частині Чако.
Парагвайцям вдалося уникнути оточення лише ціною 500 загиблих та 1500 полонених. Це була велика перемога Болівії, що закріпила репутацію Більбао Ріохи як найкращого командувача болівійських сил часів війни. В липні 1934 року парагвайський наступ був зупинений біля містечка Пікуїба, а Естіґаррібія розпочав пошуки способів відновити успіх на полі бою. Така можливість з'явилася біля міста Ель-Кармен в листопаді 1934 року, коли його несподівана атака на фланг болівійських сил призвела до оточення Резервного корпусу, в результаті якої загинуло близько 2000 болівійських солдатів, а 4000 були захоплені в полон. Лише 2000 вдалося вирватися з зони оточення.
Після Пікуїби серед болівійців почалася паніка, підкріплена захопленням парагвайцями нечисленних джерел води в регіоні Ірендагуе. Кавалерійський корпус болівійської армії, без доступу до води, був змушений відступити. З 5300 солдатів у цьому корпусі, 1600 загинули під час відступу.

#### Останні битви
На початку 1935 року болівійська армія відступила з більшої частини території Чако і сконцентрувалася біля головної болівійської бази Вілья-Монтес. На цей час логістична ситуація склалася на користь Болівії, і вже парагвайці були змушені перевозити припаси вантажівками через всю територію Чако.
На цей час авіація обох армій практично вийшла з ладу. Естіґаррібії вдалося зберегти кілька боєздатних літаків для стратегічних цілей, ці літаки забезпечували підтримку військ протягом перших місяців 1935 року.
Парагвайці продовжували тиснути на болівійські війська та в березні 1935 року пересікли річку Парапеті, на основній території Болівії. Проте, в результаті серії успішних контратак, болівійцям вдалося змусити парагвайців відступити за цю річку. На цей час обидві армії були виснажені та не мали можливості до активних дій.
За посередництва Аргентини розпочалися переговори про перемир'я, яке було прийняте 12 червня 1935 року та фактично поклало кінець війні. Переговори, що відбулися після цього, привели до розподілу Чако між двома країнами.
Протягом війни болівійцям вдалося мобілізувати близько 250 тис. солдатів, з яких 55 тис. загинули, а 12 250 були захоплені в полон. Парагвай мобілізував 150 тис. солдатів, з яких загинули 40 тис., а понад 2 500 потрапили у полон. Це була дуже кривава війна, особливо зважаючи на невелике населення обох країн — населення Болівії становило менш ніж три мільйони, а Парагваю — менш ніж мільйон.

## Дія різних родів військ

### Авіація
Жодна з двох країн не виробляла літаків чи іншого озброєння, через це придбання літаків на світовому ринку стало важким тягарем для економік обох країн. Проте обидві країни розуміли важливість цього типу озброєнь, зважаючи на європейський досвід перш за все Першої світової війни. Через це і Болівія, і Парагвай, зробили все можливе для створення найсучаснішої авіації, яку тільки дозволяв стан їхніх економік.

#### Болівійський повітряний флот
Протягом більшої частини війни командувачем Повітряного корпусу болівійської армії був майор Більбао Ріоха, досвідчений пілот, який досконало вивчив технічні можливості літаків Європи та США. Він власноручно написав та опублікував багато технічних керівництв щодо використання літаків свого невеликого повітряного флоту. Рішення Більбао Ріохи часто були вирішальними як при виборі між моделями літаків та їхнього озброєння, які придбала Болівія, так і у питаннях організації повітряного флоту.
В 1927 році Болівія замовила дев'ять нових британських літаків Vickers Vespa, ефективних легких винищувачів, одних з найшвидших літаків свого часу. В 1926-27 роках Болівія придбала сім бомбардувальників Breguet XIX у Франції, також ефективних на той час машин. 1929 року було придбано ще чотири новіших моделі Breguet XIX.
Станом на початок війни Болівія мала найефективніший повітряний флот в Південній Америці. Протягом останніх місяців перед конфліктом болівійці розмістили три винищувачі Vickers Vespa, три бомбардувальники Breguet XIX, від 5 до 6 винищувачів Vickers «Scout» Type 143 і один Fokker CV у місті Вілья-Мантес, на кордоні Чако і болівійських низовин. Загалом болівійці мали повітряні сили з приблизно 40 літаків, включаючи тренувальні та транспортні, і часто хвалилися «найкращими повітряними силами на континенті».

#### Парагвайський повітряний флот
Станом на початок війни парагвайці мали невеликі повітряні сили приблизно з 25 пілотів та кількох десятків механіків та іншого персоналу, більшість з яких були ветеранами революції 1922 року, протягом якої обидві сторони, повстанці та уряд, використовували літаки як важливий тип озброєнь. Повітряний флот був організований у кілька невеликих ескадрилей, кожна з кількох винищувачів, переважно Wibault 73, та одної ескадрильї бомбардувальників Potez 25. Також парагвайці мали невелику кількість транспортних літаків та легких тренувальних літаків, розташованих в Асунсьйоні на аеродромі Ну-Гуасу.
Бомбардувальники Potez 25 вже були застарілими в 1932 році, проте протягом 1920-х років вважалися стійкими, безпечними, маневреними і багатофункціональними, та були одними з найпопулярніших літаків збройних сил багатьох постколоніальних країн. Винищувач Wibault 73, моноплан, придатний до великих висот, також стояв на озброєнні деяких французьких ескадрилей, у яких вважався ефективним засобом бою. Але мотор Lorraine-Diedrich з водяним охолодженням та потужністю у 450 кінських сил, що стояв на цих літаках, мав тенденцію перегріватися в умовах Чако, через це використання Wibault 73 у військових діях було значно обмежене цим недоліком.
Командувачем парагвайського Повітряного корпусу був аргентинець майор (пізніше підполковник) Вісенте Альмонасід, який воював на боці Франції на Західному фронті Першої світової війни.
Станом на початок війни Парагвай мав біля десяти військових літаків та близько 20 тренувальних та транспортних. Після початку війни, як і болівійці, парагвайці робили всі спроби уникнення обмежень на постачання літаків, накладених нейтральними країнами, а придбання літаків стало одним з пріоритетів військових відомств.

#### Повітряні операції на початку війни
З червня по серпень 1932 року парагвайці створили майданчик для приземлення літаків у місті Ісла-Пой, де розмістили більшу частину свого невеликого повітряного флоту з метою розвідування позицій супротивника. Болівія мала набагато більші повітряні сили, проте не мала зручних аеродромів поруч із зоною військових дій. Попри це, болівійці ефективно атакували парагвайців своєю авіацією і мали значну перевагу в повітрі.
Саме протягом цього конфлікту відбулася «перша міждержавна повітряна битва на Американському континенті», переможцем якої став болівійський пілот Рафаель Рабон, який зумів збити парагвайський літак. Рафаель Рабон протягом війни переміг двічі у повітряних боях, після чого розбився у спробі вимушеного приземлення, коли його літак був підбитий парагвайською артилерією; парагвайські артилеристи, що підбили його, отримали значні нагороди після упізнання цього пілота.
Підполковник Бернардіно Більбао Ріоха, що керував авіацією з початку конфлікту, організував головну базу авіації у місті Вілья-Монтес та тимчасову базу в місті Муньйос, ближче до лінії фронту. У липні 1932 року болівійці перемістили три винищувачі Vickers «Vespa», три бомбардувальники Breguet XIX і від трьох до семи винищувачів Vickers Type 143 «Scouts» на цю базу.
З точки зору стратегічної ситуації, підполковник Більбао вирішив, що найкращим використанням повітряних сил було бомбардування парагвайських баз, перш за все бази у Пуерто-Касадо та баз на річці Парагвай, через які до району бойових дій потрапляли усі війська та всі припаси. Проте, між ним та верховним командувачем військовими силами полковником Енріке Пеньярандою виникла гостра боротьба. Більбао Ріоха наполягав на бомбардуванні Асуньсьйону з метою зломити дух парагвайців. З прифронтових аеродромів у Муньйосі і Вальївіані болівійський Повітряний корпус міг легко досягти Асуньсьйону і Пуерто-Касадо. Верховне командування Болівії не погодилося на плани Ріохи, вважаючи, що бомбардування Асунсьйону може викликати міжнародні протести проти Болівії. На цей час верховне болівійське командування не вважало необхідним використовувати крайні заходи, хоча і переглянуло це рішення пізніше.
Попри це, командуванням були санкціоновані напади на парагвайську військову базу в Пуерто-Касадо. Ці нальоти дійсно викликали різку реакцію з боку Аргентини, через те, що у цьому місті мешкало багато аргентинців, які, зокрема, керували залізницею, що сполучала місто з Чако. Аргентина, формально нейтральна держава, тим не менш залишалася лояльнішою до парагвайців, яким надавала позики, постачала амуніцію, озброєння і літаки. Після бомбардування Пуерто-Касадо в 1933 році аргентинський уряд заявив, що не буде терпіти напади Болівії на цивільне населення, та активно допоможе Парагваю у випадку повторення подібних атак. Після такого вибору Болівія припинила повітряні атаки на парагвайські міста. З цього моменту болівійський Повітряний корпус переважно використовувався на фронті, а за його межами проводив лише розвідувальну діяльність.
З початку війни Більбао Ріоха організував активне патрулювання прилеглих до лінії фронту районів Чако, внаслідок чого болівійці втратили щонайменше один літак Vickers Vespa, збитий протиповітряними силами Парагваю наприкінці липня 1932 року. Протягом битви за Бокерон обидві сторони проводили велике число повітряних атак з метою допомогти наземним силам.
Між 9 і 29 вересня парагвайські бомбардувальники Potez 25 під ескортом винищувачів Wibault здійснили 12 нальотів на болівійські позиції під Бокероном. Також парагвайці використовували Potez 25, забезпечені радіонадавачами, для розвідки позицій артилерії супротивника, зокрема батарей гармат Schneider 75. Парагвайський полковник артилерії Альфредо Стресснер, майбутній диктатор Парагваю з 1954 до 1989 року, сам літав на цих літаках як спостерігач для розвідки артилерійських позицій.
Хоча обидва повітряних флоти використовували літаки для розвідки та допоміжних цілей під Бокероном, перше зіткнення в повітрі відбулося пізніше, 28 вересня, коли парагвайський Potez 25 зіткнувся з болівійським винищувачем Vickers Vespa. Парагвайський пілот, полковник Еміліо Рочоль, був поранений, проте зумів втекти від переслідування та зберегти літак. 30 вересня 1932 року сталася перша втрата у повітряному бою, парагвайський Wibault був збитий болівійським Vickers Type 143.

#### Допоміжна авіація
Повітряні сили виконували багато важливих завдань на всіх етапах війни, включаючи допомогу наземним військам, розвідку і оцінку втрат. Хоча ескадрильї винищувачів та бомбардувальників отримали практично всю славу, простіші та неозброєні транспортні літаки та літаки загального використання обох країн також виконували дуже важливі завдання протягом війни. Обидві сторони використовували велике число різноманітних типів легких та транспортних літаків для допомоги військам.
На початку війни болівійські військовики конфіскували для військових цілей літаки цивільної авіакомпанії Lloyd Aéreo Boliviano (LAB), яка мала чотири одномоторних легких транспортних літаки Junkers F13 (шість пасажирів) і три більших транспортних літаки Junkers W34. LAB також незадовго до війни мав великий Ford Trimotor, який, проте, розбився незадовго до війни.
В грудні 1932 року Болівія отримала з Німеччини три транспортних літаки Junkers JU52 trimotor. Надійна конструкція літака, його добрі швидкісні характеристики і здатність перевезення до трьох тонн вантажів робили його ідеальним для умов Південної Америки. Для такої малої країни, Болівія мала дуже добрі можливості перевезення вантажів повітрям, а логістичні проблеми Чако привели до максимального використання цих можливостей протягом всієї війни для перевезення необхідних боєприпасів, палива та медикаментів. Лише три транспортних JU52 перевезли понад 4400 тонн вантажів протягом війни.
Парагвай також мав більшу, ніж майже будь-яка інша країна Південної Америки, крім Болівії, кількість транспортних літаків та літаків загального використання. Наприкінці 1932 року Парагвай придбав у США два моноплани Travel Air Model S-6000 на шість пасажирів та двомоторний італійський транспортний літак Breda 44, що слугували повітряною швидкою допомогою. Протягом війни обидві сторони інтенсивно використовували свої літаки для перевезення хворих та поранених, якщо дозволяли посадкові смуги біля лінії фронту. Було підраховано, що, наприклад, болівійські JU 52 перевезли 40 тис. хворих та поранених солдатів. Можливості парагвайських Travel Air і Breda 44 були меншими, проте і вони регулярно перевозили поранених на короткі відстані до госпіталів міст Консепсьйон і Пуерто-Касадо, а більш важко поранених до центрального військового госпіталю в Асунсьйоні. Ці літаки діяли безперервно та вивезли багато тисяч парагвайців з місць боїв.
Генерал Естіґаррібія активно застосовував легкі літаки зв'язку по всьому районі бойових дій, що сполучали його з командуванням військових підрозділів. Також Естіґаррібія використовував ці літаки для особистого ознайомлення з положенням на фронтах. Крім того, і президент Парагваю Еусебіо Аяла кілька разів літав на фронт, відвідуючи війська та зустрічаючись з Естіґаррібією. Це була перша війна в Америці, під час якої політичні лідери особисто зустрічалися з військовими командирами під час операцій у віддалених районах військових дій. Головним літаком для цієї цілі був швидкісний Model 21 виробництва США.
Крім того, Парагвай мав щонайменше один Curtiss «Robin», два De Havilland DH 60 «Moths» і два легких Junkers A-50, що використовувалися для повітряного транспорту.

#### Ембарго на повітряні озброєння
Через те, що обидва повітряних флоти зазнавали великих втрат, існувала нагальна потреба отримувати нові літаки та запчастини до них, що було дуже важким завданням через ембарго на постачання озброєння, накладене Лігою Націй під тиском перш за все уряду США. Через те, що це ембарго заважало обом країнам, вони йшли на різноманітні прийоми щоб його уникнути та ввезти літаки за будь-яку ціну.
Болівія перш за все залежала від постачання літаків та запчастин від Чилі. Ця країна мала ліцензію на закупку кількох літаків Curtiss, зокрема Curtiss Falcon. Через те, що більшість болівійських «Osprey» скоро вийшли з ладу, болівійці намагалися отримати двомісні швидкісні літаки, і «Falcon» добре підходив на цю роль. Болівійцям вдалося ввезти різноманітні моделі «Falcon» через Чилі, тому що Чилі неофіційно ігнорувала ембарго Ліги Націй. Літаки Curtiss «Hawks» і «Sea Hawks», найкращі болівійські винищувачі, також ввозилися через Чилі.
Найрішучішою спробою Болівії уникнути ембарго було ввезення в 1934 році чотирьох бомбардувальників Curtiss «Condor». Ці бомбардувальники-біплани були здатні перевозити до тонни бомб та мали три кулемети калібру 0,30 дюймів великого радіуса дії. Офіційно болівійці закупали ці літаки для «медичних цілей», проте через наявність військового обладнання на цих літаках, це виглядає неправдоподібним. Ймовірнішою метою покупки було значне погіршення для Болівії становища на фронтах, через що болівійське командування розглядало можливість використання важких бомбардувальників для бомбардування Асунсьйона — «Condor» найкраще задовольняв вимогам цієї мети. Коли США відхилили прохання Болівії на цю закупку, бомбардувальники були придбані під приводом оснащення нещодавно створеної цивільної авіакомпанії — «La Tampa-New Orleans-Tampico» (TNT). Ці чотири літаки переправлялися через Перу, проте уряд США дізнався про дійсне призначення літаків і змусив Перу затримати їхнє перевезення до Болівії.
Через ембарго Франція також відмовилася поставити 19 літаків, замовлених Парагваєм, а Нідерланди затримали відвантаження 5 літаків Fokker CV. Проте парагвайці проявили велику винахідливість, не меншу ніж болівійці, у спробах отримати літаки. Так, сім Potez 25, проданих Францією Естонії, дивовижним чином опинилися в Парагваї. Протягом війни Уругвай і Аргентина часто закупали озброєння, що потім переправлялися до Парагваю. Уругвай дозволяв перевезення закуплених у Європі літаків до Парагваю через аргентинські річки, так само багато транспортних літаків та літаків зв'язку завозилися через Аргентину.

#### Оцінка дій авіації
Виснаження літаків та пілотів протягом війни було значним у обох країнах. Головним фактором руйнування літаків та загибелі пілотів були нещасні випадки під час експлуатації через невеликий досвід пілотів та погані аеродроми. З найновіших літаків Curtiss «Falcon», що придбала Болівія, два були втрачені в бою, а чотири — при небойових нещасних випадках протягом війни. Парагвай втратив чотири літаки при тренуванні, при цьому загинули чотири пілоти. Загалом протягом війни Болівія мала між 57 і 62 винищувачів і 22 тренувальних та транспортних літаки. Парагвай мав 32 винищувачі і 23 тренувальних та транспортних літаки. За офіційними парагвайськими даними, за час війни Парагвай втратив вісім винищувачів (один Wibault, чотири Potez 25, один CANT, два Fiat CR20), а Болівія втратила дев'ять (6 Osprey, один Junker, один Hawk і один Curtiss Falcon), з цих втрат лише кілька літаків були втрачені в бою, попри те, що повітряні сили вступали у досить агресивні сутички, зокрема незвичайне зіткнення в повітрі парагвайського бомбардувальника Potez 25 і болівійського Breguet XIX.
У багатьох випадках повітряні атаки здійснювалися проти військових баз супротивника та сховищ припасів. Найбільшою парагвайською атакою протягом війни було бомбардування злітної смуги та прилеглих споруд болівійської армії в Бальївіані 8 липня 1934 року. Чотири літаки Potez 25 разом з кількома літаками Fiat скинули 40 бомб на ці об'єкти, зруйнувавши мінімум чотири американських літаки Curtiss та кілька інших літаків. Крім того, парагвайські бомбардувальники Potez атакували та зруйнували головні сховища амуніції та припасів у Бальївіані, що викликало істотні проблеми з боєприпасами у болівійській армії. Найбільшим успіхом болівійського Повітряного корпусу була битва при Кармені у листопаді 1934 року, коли болівійська авіація змусила відступити Кавалерійський корпус парагвайської армії внаслідок атаки на його передові загони. Багато в чому успіхи болівійської армії, крім сучасніших літаків, були наслідком кращої підготовки пілотів.

### Парагвайський річковий флот
Завданням парагвайського річкового флоту було забезпечення безпеки важливого шляху, через те, що відстані між головними військовими базами та фронтом були великими, територія не мала достатньої кількості доріг, а єдина залізниця починалася від Пуерто-Касадо, далеко від центра країни. На воді не велося бойових дій, крім атак болівійської авіації, проте річкові судна ефективно використовувалися парагвайцями як транспортні засоби. Канонерські човни «Парагвай» і «Умаїта», придбані в Італії незадовго до конфлікту, продемонстрували свою ефективність в боротьбі проти авіації супротивника.

#### Кораблі
Ще в 1926 верховне командування парагвайської армії порадило уряду придбати два військових кораблі для забезпечення безпеки річкових перевезень, ця купівля була ухвалена декретом PE No 26.603 від 21 листопада 1927 року. Обидва придбаних канонерських човни були збудовані компанією SA Cantieri Navali Odero, Генуя, Італія, були завершені в 1930 році та в травні 1931 року прибули до Буенос-Айреса. Вони були названі «Парагвай» (C1) і «Умаїта» (C2). Ці кораблі мали водотоннажність 636 тонн (865 тонн з вантажем). Характеристики:
- Розміри: 70 x 10,7×1,7 м
- Первісне (проєктне) озброєння: 4 гармати калібру 4,7" (120 мм), 3 протиповітряні гармати калібру 3" (76 мм), 2 калібру 40 мм і 2 калібру 20 мм, могли перевозити 6 мін
- Дійсне озброєння
  - «Парагвай»: 2×120 мм, 3×76 мм і 2×40 мм
  - «Умаїта»: 2×120 мм; 2×76 мм; 1×40 мм і дві Oerlikon
- Броня: 1/2" на корпусі, 1/3" на палубі; 3/4" на контрольній рубці
- Турбіни Parsons і бензинові двигуни, два гвинти
- Потужність: 3800 кінських сил при швидкості 18 вузлів
- Палива: 170 тонн
- Дальність ходу: 1700 миль зі швидкістю 16 вузлів
- Екіпаж: 86 осіб, хоча під час деяких рейсів протягом конфлікту перевозилось до 2000 осіб одночасно.

#### Парагвайська річкова авіація
Парагвайська річкова авіація також була створена в 1927 році під назвою el Servicio Aeronáutico de la Marina, формування цих сил проводилося з допомогою французької військової місії. Спочатку ці сили мали один гідроплан CANT-10 і один SIAI S59bis, до яких в 1929 році були додані два гідроплани Macchi M18, а кілька тренувальних літаків Morane-Saulnier MS139 використовувалися разом з армійським Повітряним корпусом.
Річкова авіація також грала важливу роль протягом війни. Зокрема саме її літаки Macchi M18 (R5) 22 грудня 1934 року здійснили перше нічне бомбардування позицій супротивника, внаслідок якого було скинуто 800 фунтів бомб та було розірване перемир'я на Різдвяний період, підписане обома країнами десятьма днями раніше.

#### Операції на воді
Через те, що всі парагвайські війська і припаси, що потрапляли до Чако, спочатку перевозилися річкою Парагвай, повітряний контроль над нею був дуже важливим. Головною базою флотилії була Баїя-Негра на півночі Чако, з якої флотилія могла допомагати військам, що стримували просування болівійців униз за течією уздовж річки.
Болівійці мали невелику авіаційну ескадрилью в цьому районі та багато разів атакували транспорти з вантажами на річці Парагвай. Через залежність від перевезень по річці, втрата одного з канонерських човнів або великого пароплава була б катастрофою для Парагваю. Як наслідок, для відбиття болівійських атак, флотилія широко використовувала свої добре озброєні канонерські човни, що мали ефективні важкі протиповітряні кулемети. Ці човни супроводжували судна з припасами та військами під час їхнього руху річкою та служили протиповітряними артилерійськими батареями на базах в Консепсьйоні та Пуерто-Касадо. Ефективність канонерських човнів була значною, вони часто змушували болівійську авіацію відступати та збили щонайменше один літак. Через ефективні дії флотилії, болівійці практично не заважали перевезенню вантажів річкою.

### Танки

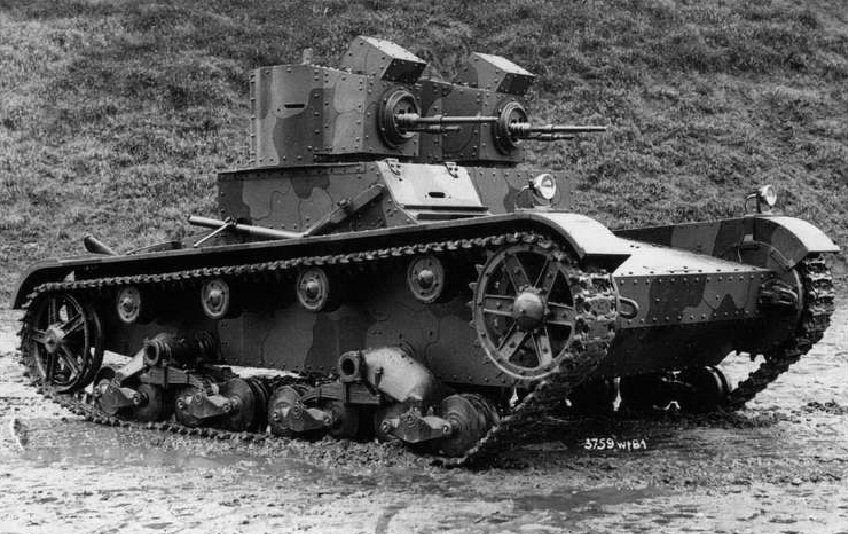
Двобаштовий танк Vickers

Танки Vickers, що знаходилися на озброєнні болівійської армії, були одними з найпопулярніших танків до Другої світової війни, вони високо цінувалися завдяки великій руйнівній силі. Ці танки стояли на озброєнні СРСР, Польщі, Болгарії та Китаю.
Ці танки мали систему підвіски, що була знана як «підвіска Vickers» та пізніше була скопійована багатьма іншими виробниками. Існувало багато варіантів танків Vickers, з яких Болівія придбала Mk.A і Mk.B.
Mk.A мали дві однакові башти, що могли обертатися на 120º та були озброєні важкими кулеметами Vickers з водяним охолодженням. Mk.B мали одну коротку гармату калібру 47 мм, розташовану на єдиній башті, та коаксіальний кулемет. Всі машини були зроблені добре, хоча якщо дизайн корпусу був вдалим, дизайн башти та надбудов був проробленішим, через це деякі країни, що володіли подібними танками, власноручно допрацьовували ці частини.

#### Перші болівійські танки
В 1926 році, під час підготовки до військових дій, Болівія склала контракт з компанією Vickers загальною вартістю 3 млн фунтів стерлінгів на придбання великої кількості озброєння. Хоча через Велику депресію сума контракту була знижена до 1,25 млн фунтів стерлінгів, крім артилерії, кулеметів та літаків було придбано деяку кількість танків і танкеток.
Подібні бойові машини ніколи раніше не використовувалися в Болівії, тому вони закупалися багато в чому з метою випробування, без розуміння їхньої дійсної користі. Хоча деякі джерела вказують на наявність в Болівії кількох танків Renault FT-17, що брали участь у війні, ці дані зазвичай заперечуються.

#### Участь в бойових діях
В порушення статей Версальського договору, в Болівії працювала велика кількість німецьких військових інструкторів, що діяли в складі кількох місій. Участь в навчаннях болівійських солдатів була добровільною та тривала 8 тижнів.
Історичних деталей про участь танків у боях залишилося небагато. Ймовірно вони вперше взяли участь в бою у битві за «7 кілометр від Сааведри», а потім 4 липня 1933 року під Нанавою. Протягом останньої з цих атак танки наступали разом з солдатами, озброєними вогнеметами під прикриттям авіації. Mk.B з 47 мм гарматою перш за все використовувалися для знищення вогневих точок з кулеметами супротивника та його дерев'яних укріплень.
Мобільність танків при використанні в Чако була невисокою через нерівний терен та спекотний клімат. Через спеку до 40 °C, вони змушені були рухатися, відкривши всі вікна, що робило їх дуже уразливими. Також болівійці були змушені створювати укриття від сонця для кулеметів через те, що було неможливо торкатися металевих деталей. Значна вологість повітря також робила неефективними радіопередавачі цих танків.

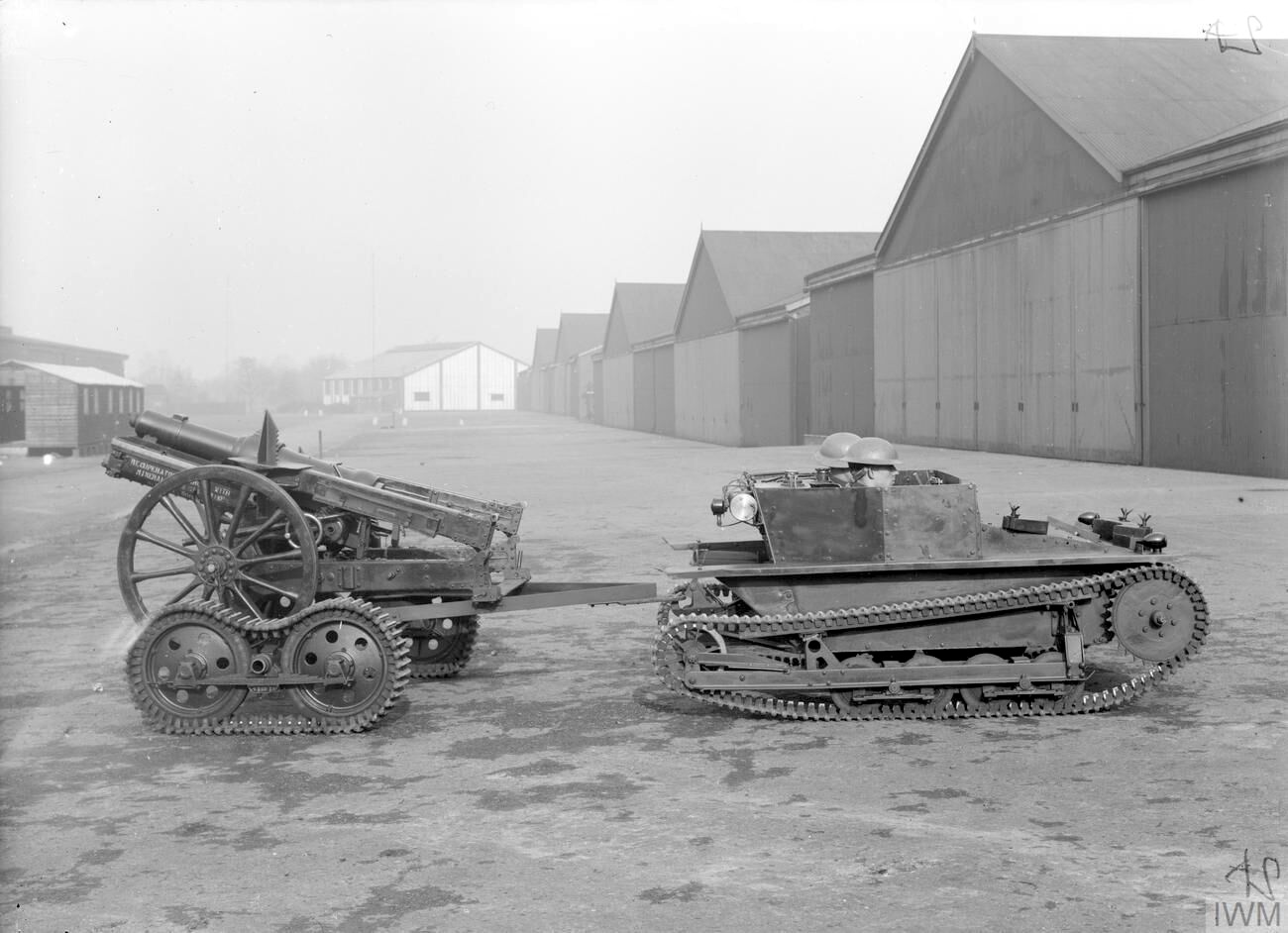
Танкетка Carden Loyd

Парагвайська авіація сформувала спеціалізовану ескадрилью для полювання на болівійські танки. Їм вдалося захопити два танки та знищити ще один прямим вогнем артилерії. Протягом війни Болівія також використовувала кілька танкеток Carden Loyd, з яких ймовірно кілька було втрачено, проте інформації про це недостатньо.
Болівійці використовували танки до кінця війни у різних битвах, зокрема як мобільний резерв під час парагвайських контратак.

#### Доля кількох з цих танків
Доля кількох з цих танків часто обговорювалася після війни. Відомо, що деякі машини були знищені або захоплені парагвайцями, а ті, що залишилися, ще деякий час стояли на озброєнні болівійської армії. Довго ходили чутки, що принаймні один танк був проданий Іспанії, проте достовірних даних про це немає. Один із захоплених парагвайцями танків протягом довгого часу стояв на площі одного з парагвайських міст як пам'ятник, проте він був повернутий Болівії в 1990 році.

## Закінчення війни

### Дипломатична ситуація

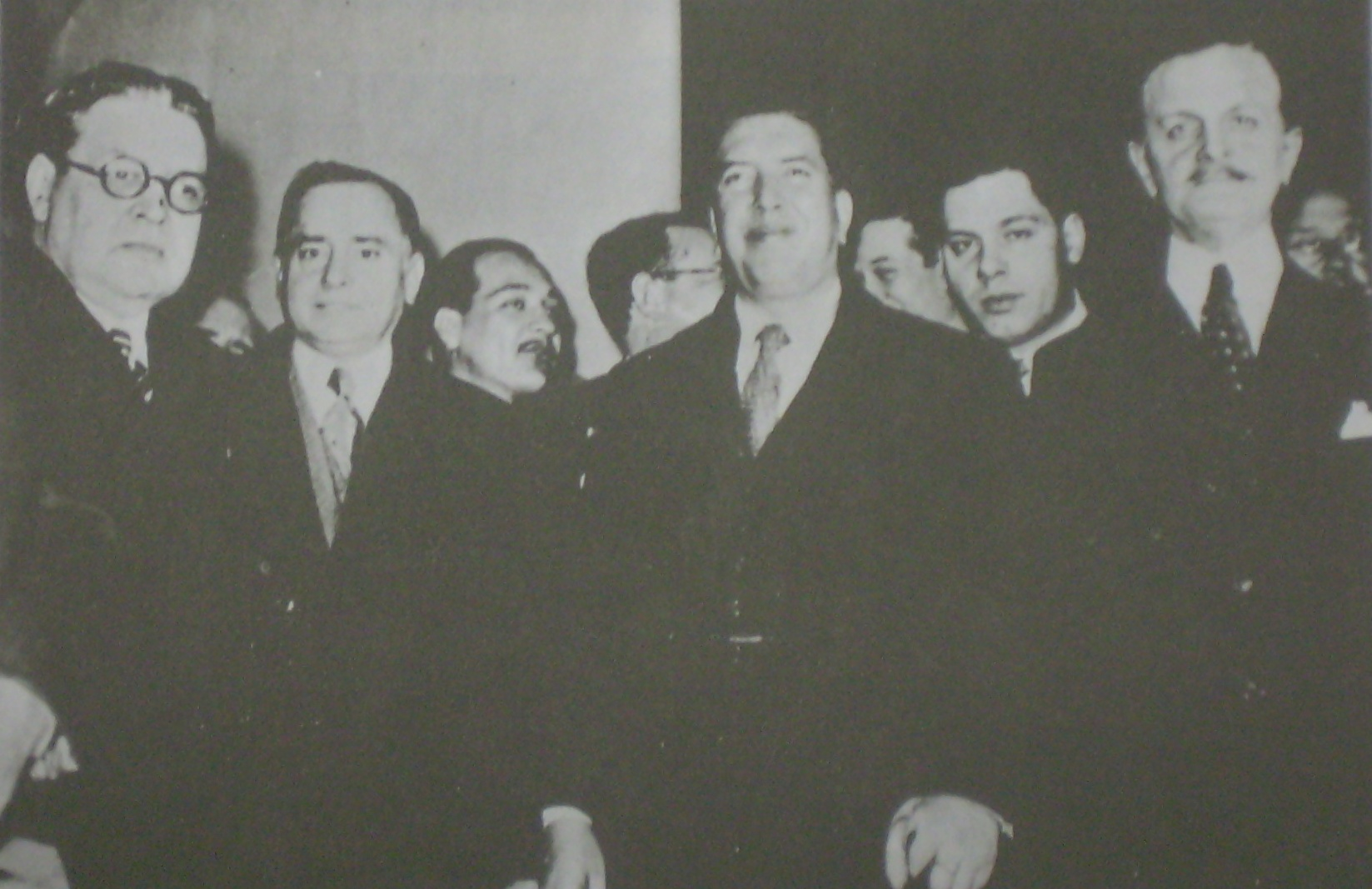
Ею Мартінес Тедді (Уругвай), Луїс А. Ріарт (Парагвай), Томас М. Еліо (Болівія) і Карлос Сааведра Ламас (Аргентина) на переговорах про Чакський мир

Криваві битви біля Лагуна-Патіантута і Бокерону викликали занепокоєння у світі — багато країн побоювалися перекинення війни за межі Чако. Найактивніше проти війни виступали уряди США та сусідніх країн, як-от Аргентини, Бразилії, Чилі і Уругваю. Ліга Націй, що намагалася вирішувати суперечки мирним шляхом, активно обговорювала цю ситуацію, проте при обговоренні виникло суперництво між дипломатами США і Аргентини за лідерство у вирішенні питання. Єдине рішення, прийняте Лігою Націй, було накладення ембарго на постачання озброєнь до обох ворогуючих країн. Проте, дипломати недооцінювали проблему, вважаючи, що настільки слабкі країни будуть здатні тільки на нетривалі військові дії.
Крім того, Парагвай значно залежав від Аргентини економічно, аргентинці володіли багатьма важливими підприємствами на території Парагваю, 80 % міжнародної торгівлі Парагваю проходило через Аргентину (через залізниці та річковий транспорт). Через це Парагвай протягом війни отримував політичну та економічну допомогу від Аргентини, а аргентинському президентові Агустіну Хусто приписували слова «Парагвай у жодному разі не повинен втратити територію внаслідок цієї війни». Болівійські шпигуни в Аргентині періодично повідомляли про неофіційне постачання Аргентиною Парагваю бензину, продовольства, амуніції, боєприпасів, запчастин до техніки та інших товарів, хоча формально Аргентина завжди утримувала нейтралітет. Через це болівійський уряд Даніеля Саламанки не довіряв аргентинцям під час переговорів, і лише після встановлення нового уряду Болівії переговори пішли успішніше.

### Мирний договір
Договір про закінчення війни був підписаний 21 липня 1938 року після довгих переговорів, що проводилися в Буенос-Айресі (Аргентина), активна фаза яких розпочалася з підписанням угоди про припинення вогню 10 червня 1935 року. Аргентинському дипломату Карлосу Сааведрі Ламасу (який до цього в 1936 році отримав Нобелівську премію миру) вдалося узгодити умови миру з представниками обох ворогуючих країн.
Внаслідок мирного договору Парагвай отримав більшу частину спірної території Чако, близько 3/4 його території, по новій лінії розділу проходить сучасний кордон між двома країнами. Болівія отримала значно меншу територію, у тому числі вихід до річки Парагвай (де зараз знаходиться місто Пуерто-Буш), та можливість транспортних перевезень цією річкою через території Парагваю та Аргентини.
Нафта, передбачувані запаси якої на території Чако стали однією з причин війни, так і не була знайдена в центральній частині Чако, хоча невеликі її запаси були знайдені в тій частині, що відійшла до Болівії. Проте, за іронією долі, порт на річці Парагвай, за який так боролася Болівія, виявився непотрібним — весь експорт нафти в результаті здійснювався нафтопроводом через бразильську територію.
27 квітня 2009 року в Буенос-Айресі президенти Болівії — Ево Моралес, і Парагваю — Фернандо Луго, через 80 років після закінчення війни, підписали договір щодо остаточного врегулювання державного кордону Чакської області.

### Політичні та економічні наслідки
Війна призвела до політичної кризи та переворотів в обох країнах. В 1936 уряд парагвайський президент Еусебіо Аяла був скинутий внаслідок заколоту молодих офіцерів, що були незадоволені м'якими умовами миру для Болівії, на які погоджувався президент через важку економічну кризу в країні. Цей переворот став початком цілої серії переворотів, що закінчилася лише з диктатурою Альфредо Стресснера в 1954 році.
Болівійський президент Даніель Саламанка Урей також був скинутий в 1934 році, а його місце зайняв віце-президент Хосе Луїс Техада Сорсано, також скинутий в травні 1936 року за два тижні до виборів полковником Хосе Давідом Торо, одним з офіцерів, що несли відповідальність за військову поразку країни.
Економічний, соціальний та політичний ефект війни на обидві країни був дуже великим, обидві країни втратили ціле покоління молодих людей (близько 100 тис. лише прямих втрат), отримали величезні борги та загнали свої економіки в глибоку кризу.